# Ají de lentejas
El ají de lentejas es un plato típico de las fiestas de Todos Santos en Bolivia.

## Preparación
Para elaborar el ají de lentejas, se deben remojar las lentejas una hora antes de la preparación. Debe hacerse un rehogado con aceite, ají rojo en pasta, ajos, cebolla, comino, media taza de agua. A ello se agrega carne picada y se cocina por unos minutos. Después, se añaden papas, arvejas y zanahorias cortadas en cuadraditos, se debe agregar las lentejas previamente cocidas y cocinarse a fuego lento. Se sirve con una porción de guarnición de arroz.